# Neolitsea latifolia
Neolitsea latifolia là loài thực vật có hoa trong họ Nguyệt quế. Loài này được (Blume) S. Moore miêu tả khoa học đầu tiên năm 1925.